# Mircea Gheorghe Drăghici
Mircea Gheorghe Drăghici (n. 8 aprilie 1966, Târgoviște, Dâmbovița, România), trezorier al Partidului Social Democrat, este deputat în Parlamentul României din 2008 din partea PSD Argeș. Este, de asemenea, membru fondator al Federației Române de Automobilism Sportiv.

## Educație și formare
Mircea Gheorghe Drăghici a absolvit Institutul Politehnic București în anul 1989, la Facultatea de Subingineri, secția Automobile. Pregătirea sa continuă apoi în cadrul Universității Pitești, unde acesta obține calificarea de inginer la Facultatea de Inginerie, secția Autovehicule Rutiere. 

Până în anul 2015, actualul deputat PSD își va continua pregătirea profesională cu studii postuniversitare:
- 2015 – Colegiul Național de Afaceri Interne, absolvent al Cursului Postuniversitar “Managementul Strategic al Afacerilor Interne”.
- 2013 – Universitatea Națională de Apărare Carol I, Colegiul Național de Apărare, absolvent al Programului Postuniversitar de Formare și Dezvoltare Profesională Continuă în domeniul Securității și Apărării Naționale – “Securitate și bună guvernare”. Domeniul: Științe militare, informații și ordine publică.
- 2008 – Școala de Studii Academice Postuniversitare „Ovidiu Șincai” București – Master – Specializarea “Management Politic”
- 2004-2005 – Institutul Național de Administrație, specializarea Administrație publică – Cursuri de formare specializată postuniversitare
- Calificare: Înalt Funcționar Public (șef de promoție)
- 2001-2002 – A.S.E. București, C.I.E.D.D., specializarea Managementul Administrației Publice – curs postuniversitar

## Domenii de interes
- Educație
- Sprijin pentru tineri
- Transport
- Industria auto
- Sănătate
- Protecția mediului [necesită citare]

## Controverse
Pe 23 noiembrie 2015 Mircea Drăghci a fost trimis în judecată alături de fostul președinte al consiliului județean Argeș Constantin Nicolescu într-un dosar privind atribuirea mai multor contracte unei firme conduse de o rudă a parlamentarului.
În aceeași cauză,  au mai fost trimiși în judecată și 38 de primari și viceprimari din județul Argeș.
Pe 24 aprilie 2022 Mircea Drăghici și toți ceilalți inculpați au fost achitați definitiv de Înalta Curte de Casație și justiție în acest dosar.
Pe 25 iulie 2019 Mircea Drăghici a fost trimis în judecată de DNA pentru delapidare
La 1 iulie 2021, a fost condamnat cu executare la 5 ani de închisoare
Pe 5 septembrie 2022 Mircea Drăghici a fost condamnat definitiv de Tribunalul București la 6 ani de închisoare ca urmare a încheierii unui acord de recunoaștere al vinovăției.